# Ikeda Nagaoki

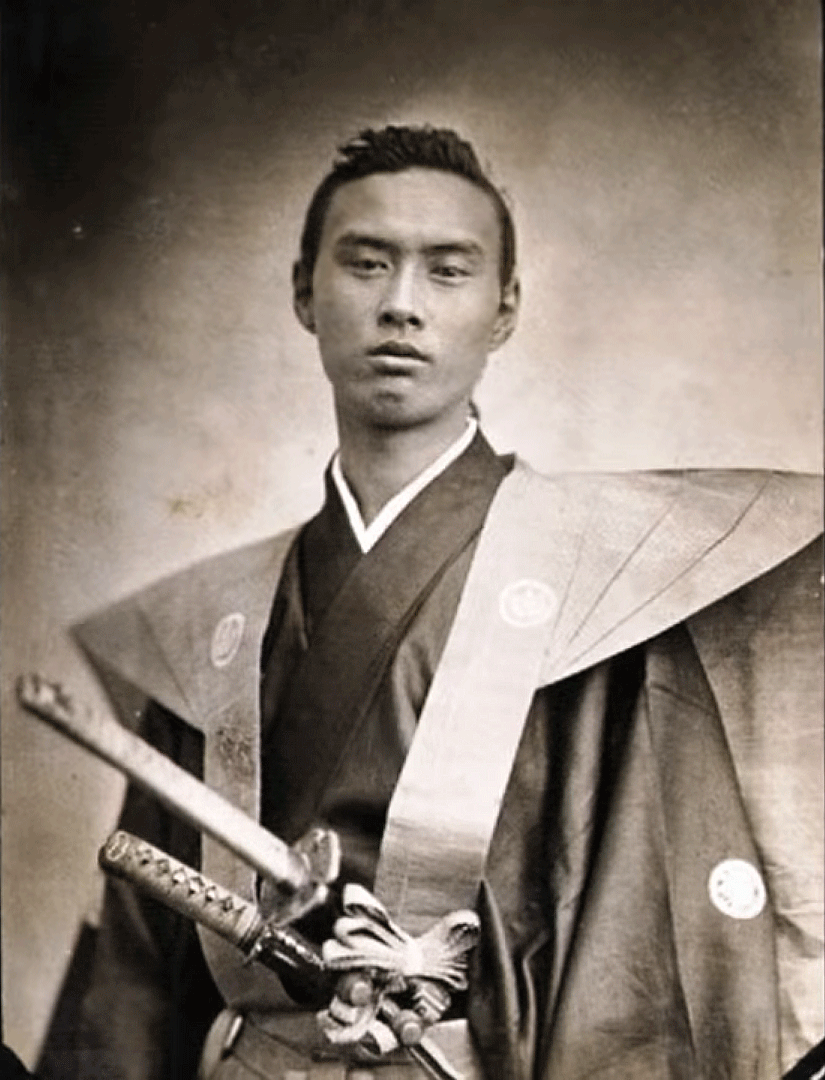
Ikeda Nagaoki

Ikeda Nagaoki (japanisch 池田 長発; geboren 23. August 1837 in Edo (Provinz Musashi); gestorben 12. September 1879 in Okayama) war ein japanischer Gefolgsmann des Shogunats (Hatamoto) am Ende der Edo-Zeit.

## Leben und Wirken
Ikeda Nagaoki war der vierte Sohn des Hatamoto Ikeda Nagakyū (池田 長休). Später wurde er vom Hatamoto Ikeda Nagatsune (池田 長傅) adoptiert. Bekannt als talentierter Mann, wurde er 1862 vom „Kojūnin no kami“ (小十人頭), vom Leiter einer Wache aus Fußsoldaten, zum „Metsuke“ befördert und erhielt den Befehl, als Beauftragter für das Ausland (外国御用立会; Gaikoku goyō ritsukai) und als Beauftragter für den Außenhandel (貿易筋之御用, Bōeki-kin no goyō) zu dienen. Ein Jahr später übernahm er die Position des „Verfolgers von Brandstiftern und Banditen“ (火付盗賊改, Hizuki tōzoku aratame), war dann Kommissar für die Stadt Kyōto (京都町奉行, Kyōto-machi bugyō), dann wieder Metsuke und schließlich im September Kommissar für das Ausland (外国奉行, Gaikoku bugyō). Mit Bezug auf seine Heimat  nannte er sich „Chikugo no kami“ (筑後守).
Im November 1863 reiste Ikeda als offizieller Gesandter mit einer 34 Personen umfassenden „Mission des Shogunats zu Gesprächen über die Öffnung des Hafens Yokohama“ (横浜鎖港談判使節, Yokohama sako danpan shisetsu) nach Europa, um auch der zunehmenden Jōi-Bewegung entgegenzutreten. 1864 nahm er Verhandlungen in Paris auf, wurde von Napoleon III. empfangen. Er erkannte, dass eine weitere Schließung des Hafens nicht durchsetzbar war. Als er dies dem Shogunat vorschlug, wurde er abgemahnt. Sein Einkommen von 1.200 Koku aus dem Landbesitz in seiner Heimat wurde halbiert, und er wurde in den Ruhestand versetzt.
1867 wurde Ikeda doch wieder für das Shogunat tätig: er wurde zum Marine-Kommissar (軍艦奉行, Gunkan bugyō) ernannt. Er gab den Posten jedoch bald krankheitshalber auf und zog sich nach der Meiji-Restauration 1868 nach Okayama zurück.